# Yun Chi-ho
En aquest nom coreà, el cognom és Yun.
Yun Chi-ho -en hangul: 윤치호; en hanja: 尹致昊- (Ahsan, 26 de desembre de 1864 - Seül, 9 de desembre de 1945) fou un polític, filòsof, activista de resistència sud-coreà. sobrenom va Jwaong(좌옹, 佐翁).